# Sint-Gilliskerk (Froidthier)

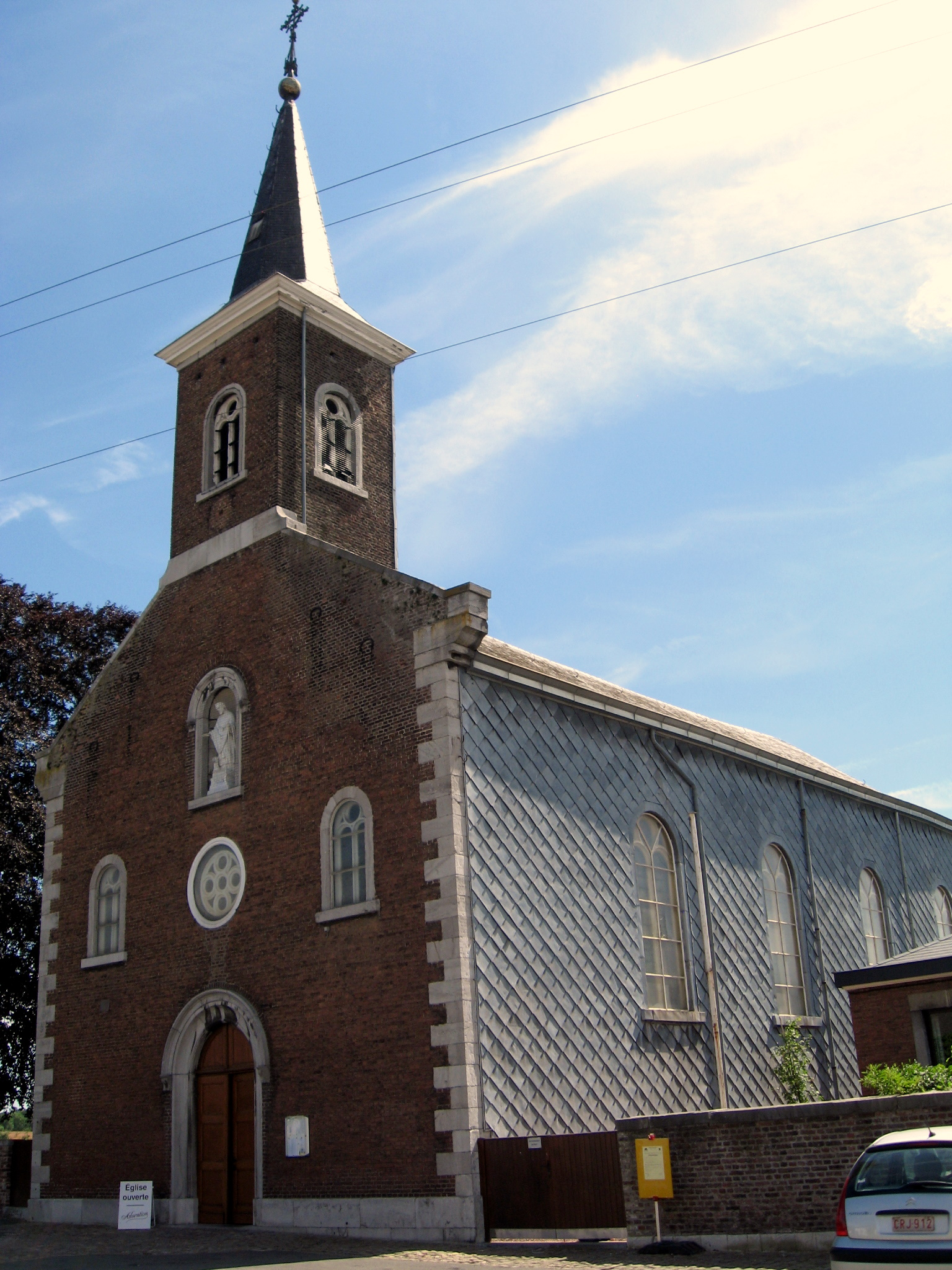
Sint-Gilliskerk

De Sint-Gilliskerk (Frans: Église Saint-Gilles) is de parochiekerk van het tot de Belgische gemeente Thimister-Clermont behorende dorp Froidthier.
Het is een eenbeukige kerk, gebouwd in baksteen, met kalkstenen omlijstingen en hoekbanden. De kerk werd gebouwd van 1846-1848, nadat Froidthier in 1836 tot parochie verheven werd.
De kerk heeft een vlakke koorafsluiting en een bescheiden ingebouwde toren met achtkante spits.
Het kerkmeubilair is voornamelijk 19e-eeuws. Het schilderij voorstellende Christus aan het kruis is 18e-eeuws.
Het orgel is van 1850 en werd vervaardigd door Arnold Clerinx.